# Spielzeugland
Spielzeugland è un cortometraggio del 2007 diretto da Jochen Alexander Freydank e vincitore dell'Oscar al miglior cortometraggio nel 2009.

## Trama
Il cortometraggio è ambientato nella Germania nazista dei primi anni '40, la famiglia Silberstein (famiglia "ebrea") e la famiglia Meißner (di "razza Ariana") abitano nello stesso palazzo.
Il piccolo David Silberstein e il coetaneo Heinrich Meißner prendono lezioni di piano assieme e sono migliori amici.
Durante una delle lezioni la Signora Silberstein confida alla Signora Meißner che a breve dovrebbero essere deportati in un campo di concentramento.
La visibile tristezza della Signora Silberstein porta il piccolo Heinrich a chiedere alla madre il perché di tanta tristezza, la madre risponde che la famiglia Silberstein è in partenza per un lungo viaggio.
L'insistenza di Heinrinch porta la signora Meißner a dire che si tratta di un viaggio nel paese dei balocchi (in tedesco "Spielzeugland").
Heinrich chiede numerose volte alla madre di poter partire con il miglior amico David e la sua famiglia per questo lungo viaggio, ma a seguito dei rifiuti della madre decide di partire di nascosto la mattina.
Le scene delle giornate precedenti alla "partenza" sono intrecciate alle immagini della signora Meißner che cerca il figlio, scomparso di casa la mattina in cui i Silberstein sono stati portati alla stazione.
Per strada e alla stazione ferroviaria la signora Meißner viene prima creduta Ebrea e quindi trattata con sdegno e poi, dopo aver mostrato i documenti che certificano la sua "appartenenza" alla "razza Ariana", viene aiutata dai soldati della GESTAPO/SS a cercare il figlio.
Giunti al vagone dei Silberstein chiama più volte Heinrich senza riuscire a trovarlo, scorge però un bambino dell’età del figlio che è stretto alla famiglia Silberstein.
Il bambino non è Heinrich ma David, ciononostante la Signora Meißner lo prende con sé fingendo che sia il figlio.
In una delle ultime scene del cortometraggio, risalente a quella mattina, si vede Heinrich che aveva tentato di salire, senza successo, sulla camionetta diretta alla stazione.
I due bambini vengono cresciuti insieme dalla Signora Meißner.

## Riconoscimenti
- 2009 - Premio Oscar
  - Oscar al miglior cortometraggio